# Миклашевские
Миклаше́вские (пол. Miklaszewski; укр. Миклашевські) — малороссийский дворянский род, происходящий от старшины Михаила Андреевича Миклашевского, занимавшего на рубеже XVII и XVIII вв. уряды генерального хорунжего, генерального есаула, а затем полковника Стародубского. Внесён в VI часть родословной книги Черниговской губернии.
Точное происхождение рода неизвестно. По некоторым сведениям, Михаил Андреевич был выходцем из польской шляхты с правого берега Днепра. По другой версии, его отцом был реестровый казак Черниговской сотни Андрушко Миклашенко. 

## Персоналии
- Михаил Андреевич Миклашевский был малороссийским генеральным есаулом (1685), а затем полковником стародубским (1689-1706).
- Миклашевский, Андрей Михайлович:[править]  -  Миклашевский, Андрей Михайлович (? — ок. 1750) — стародубский полковник.
  -  Миклашевский, Андрей Михайлович (1801—1895) — помещик и промышленник, основатель Волокитинской фарфоровой мануфактуры.
  -  Миклашевский, Андрей Михайлович (1814—1905) — тайный советник, Екатеринославский губернский предводитель дворянства.
  -  Миклашевский, Андрей Михайлович (1882—?) — Георгиевский кавалер (6 июля 1915).

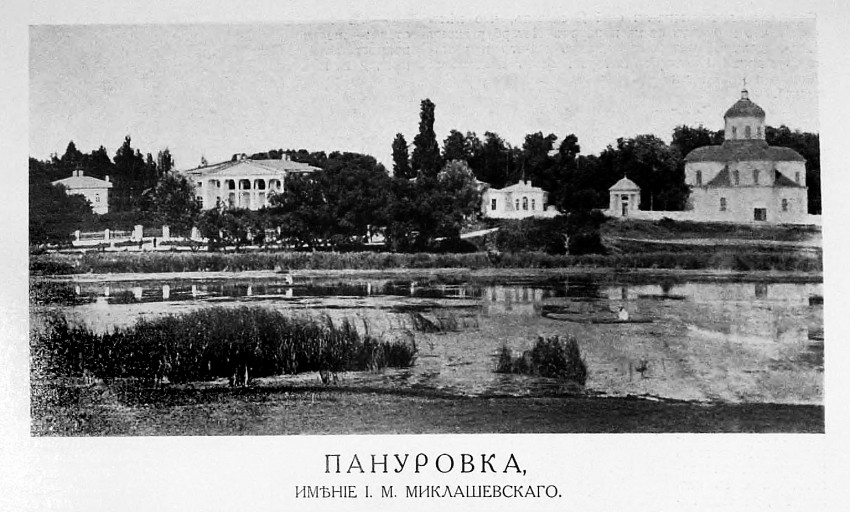
Усадьба Миклашевских в Стародубском уезде

- Михаил Павлович Миклашевский (1757—1847) был волынским, малороссийским, новороссийским и екатеринославским губернатором, потом сенатором.
- Миклашевский, Михаил Ильич (1853—1916) — камергер, гофмейстер, член Государственного Совета по выборам.
  - Миклашевский, Илья Михайлович (1877—1961) — русский офицер, герой Первой мировой войны.
  - Миклашевский, Константин Михайлович (1885—1944) — русский актёр, режиссёр, литератор (с 1924 года в эмиграции).
- Миклашевский, Иосиф Михайлович (1882—1959) — музыковед, пианист и музыкальный педагог.
- Миклашевский, Николай Николаевич (1860—1909) — судья, депутат Государственной думы I созыва от Черниговской губернии.
- Миклашевский, Александр Николаевич (1864—1911) — русский экономист.
- Миклашевский, Иван Николаевич (1858—1901) — русский экономист, историк.